# Грют

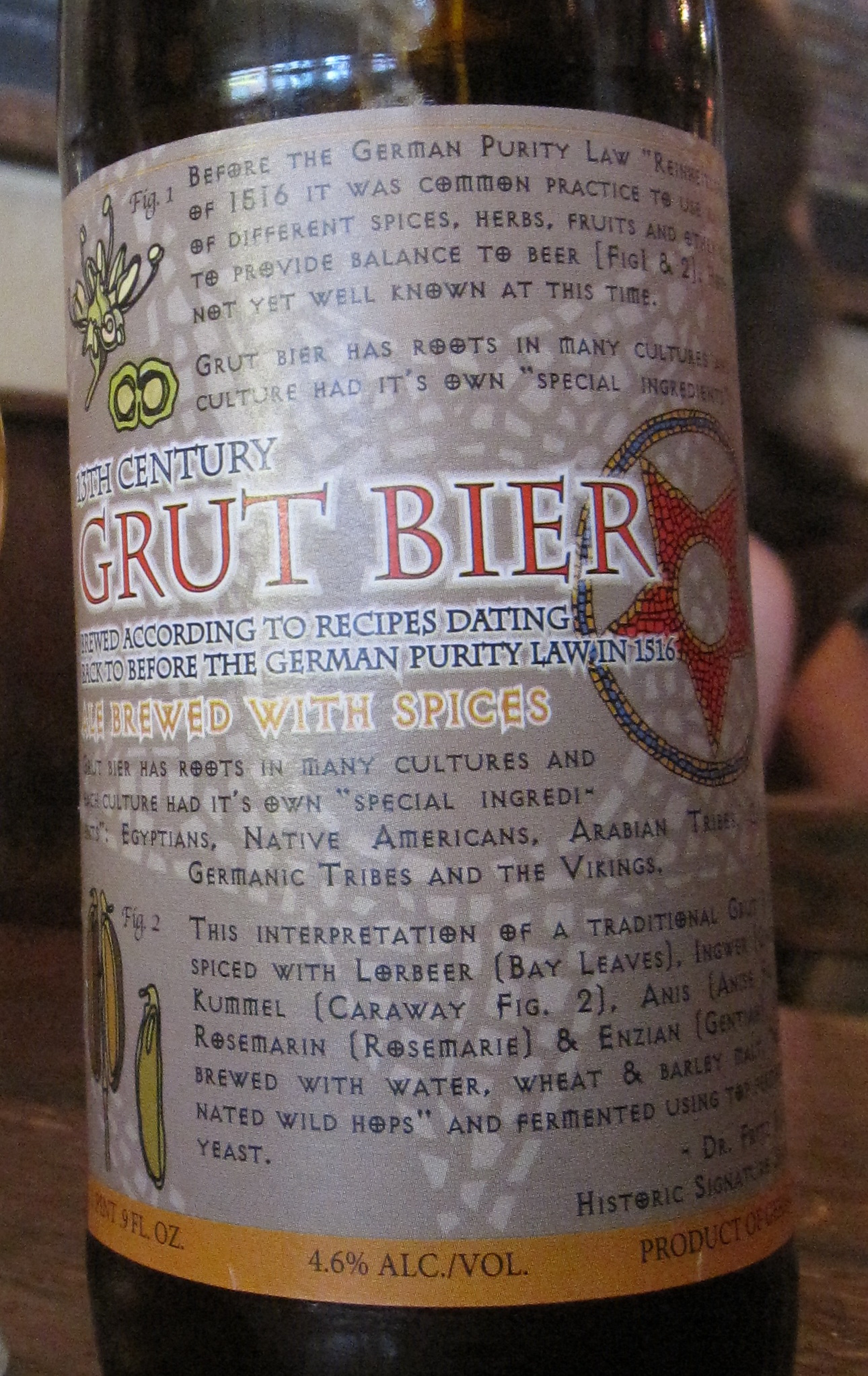
Пиво, виготовлене за рецептом XIII століття з використанням трав

Грют (нід. gruit, gruut, нім. grut) — затирка із суміші ячмінних зерен і трав, з допомогою якої в Західній Європі виготовляли пиво до поширення пивоваріння на основі хмелю. Так часом називають і сам напій, виготовлений на основі грюту (грютовий ель або ж грютове пиво), а також грошовий збір, які сплачували броварі за право його варити.
Точний рецепт грюту до нашого часу не зберігся. Цілком можливо, що було кілька варіантів суміші, що відрізнялися між собою, — для різних монастирів і країн. Проте більшість дослідників сходяться у тому, що головною складовою більшості з них була мирта болотна (лат. Myrica gale), яку ще називають ягідним вересом (не плутати з вересом звичайним). Зазвичай до неї також додавали ще й деревій та багульник, рослини, які мають не лише антисептичні, але й певною мірою наркотичні властивості. Додавалися також ароматичні добавки і спеції: полин, ягоди ялівцю, ялинова смола, імбир, кмин, аніс, мускатний горіх, кориця і т. д. Рідше при приготуванні напою використовувався мед.
Суміш інгредієнтів поширювалася у вигляді порошку, право на торгівлю яким у багатьох місцях був монополією католицької церкви.
Від грютового елю п'яніли швидше, аніж від сучасного пива, і він радше збуджував, аніж розслабляв пияків — хоча, звичайно, чимало залежало від кількості випитого. На смак напій був солодкуватим, подібним до теперішніх вермутів, а кольором зазвичай нагадував червоний бурштин або ж темний мед.
На першому етапі грют допоміг модернізувати і «цивілізувати» пивоваріння, запровадити сталі стандарти напою і започаткувати справді масштабне виробництво — оскільки монастирі варили його не лише для себе, а для королівських і князівських палаців, а згодом — і на продаж. З часом привілей варити грютове пиво почав надаватися (продаватися) і світським та приватним броварням.
Зрештою, однак, продаж привілеїв на його виготовлення із засобу поширення корисної технології перетворився на звичайне джерело церковних доходів. А «грютовий внесок» — на податок на пивоваріння. Збір якого вже не був пов'язаний з купівлею інгредієнтів для елю. І лише збагачував церкву, а також купців-посередників, які купували в неї право стягувати його з власників броварень. Контори із збору грюту — так звані грютхаузи — були чи не найбільшими і найрозкішнішими світськими будівлями в містах середньовічної Європи, поступаючись хіба що ратушам.
З появою технології пивоваріння з застосуванням хмелю, на який монополія церкви не поширювалася, грютове пиво втратило свої позиції. На межі XV—XVI сторіч світська влада взагалі почала забороняти використання грюту — під гаслом забезпечення «належної рецептури» пива. У Франції в 1498 році броварів зобов'язали варити напій лише з води, солоду і хмелю, без жодних інших додатків. В 1516 році був ухвалений баварський «Закон про чистоту пива». В ньому також говорилося, що «справжнє» пиво може бути лише охмеленим. За прикладом Баварії схожі закони почали видавати і в інших німецьких князівствах — за цілковитої підтримки місцевих броварів. Фактично грют оголосили поза законом. І церква вже не мала сил зупинити цей процес.
З початком Реформації грют почав асоціюватися із «зловживаннями» католицької церкви, поруч із продажем індульгенцій. В Англії «травяне» пиво остаточно заборонили у XVIII ст. , а до кінця цього сторіччя пиво без хмелю варили лише у віддалених закутках Шотландії чи Швеції. При цьому до напою ставилися із підозрою, як до відьомського зілля. Подейкували, що саме зловживання трунком з деревію (одного зі складових грюту) спричинив повстання селян та гірників у шведській Далекарлії, яке увійшло до історії під назвою «Великий далекарлійський танок». Остаточно грютове пиво вишло із вжитку з початком промислової революції.